# Tenby
Tenby (wal. Dinbych-y-pysgod) – miasto w południowo-zachodniej Walii, w hrabstwie Pembrokeshire, położone na zachodnim wybrzeżu zatoki Carmarthen, na terenie parku narodowego Pembrokeshire Coast. W 2011 roku miasto liczyło 4696 mieszkańców.
W XII wieku osiedli tu Normanowie, którzy wznieśli zamek i mury miejskie (fragmenty zachowały się do dziś).
Istotną rolę w lokalnej gospodarce odgrywa rybołówstwo i turystyka. W okresie letnim funkcjonują połączenia promowe na pobliską wyspę Caldey.